# Tanumshede
Tanumshede là một địa phương và là thị trấn thủ phủ của đô thị Tanum, hạt Västra Götaland, Thụy Điển với dân số 1.597 người vào năm 2005.
Các hình khắc trên đá ở Tanum tọa lạc ở khu vực xung quanh Tanumshede đã được đưa vào di sản thế giới UNESCO do tập trung cao các bức tranh khắc đá.
Những bức tranh khắc trên những tảng đá lớn hơn bức tranh khắc đá Tuổi Bắc Âu đồng tại Scandinavia, Vitlyckehäll, nằm ở Tanumshede.
Hiện có hàng ngàn hình ảnh được gọi là bức tranh khắc đá Tanum, vào khoảng 600 tảng trong khu vực di sản thế giới. Đây là những tập trung ở các khu vực khác nhau dọc theo một đoạn 25 km, là đường bờ biển của vịnh hẹp trong thời đại đồ đồng, và có diện tích khoảng 51 ha (126 mẫu Anh hoặc 0,5 km ²).